# Библия Жеронимуша
Беле́нская Би́блия (фр. Bible de Belém), также Би́блия Жеро́нимуша (порт. Bíblia dos Jerónimos), — иллюминированный манускрипт Вульгаты, переписанный и украшенный во Флоренции в мастерской Аттаванте дельи Аттаванти в 1494—1497 годах. Предназначался для португальского наследного принца, затем короля Мануэла I, именуется по монастырю, в котором погребён монарх. Содержит полный текст латинской Библии с комментариями Николая де Лира, переплетённый в семь объёмных кодексов, богато украшенных орнаментами, миниатюрами и позолотой, к комплекту также приложен восьмой кодекс — с «Сентенциями» Петра Ломбардского. Рукопись хранилась в Лиссабоне (в первый раз упоминается в описи королевского имущества 1522 года) в монастыре Жеронимуш, в 1808—1814 году была вывезена наполеоновскими захватчиками в Париж, но затем возвращена. С 1888 года хранится в Национальном архиве Португалии.

## История создания и сохранения
Основные источники, проливающие свет на обстоятельства создания рукописи Беленской Библии, сохранились во Флоренции и Португалии. В 1887 году был обнаружен латинский контракт на имя Клименти ди Чиприано ди сер Ниджи, «флорентийского гражданина и купца», датированный 23 апреля 1494 года, в котором оговаривалось изготовление и украшение особо роскошной библейской рукописи в семи кодексах с приложением «Сентенций» Петра Ломбардского отдельным томом. По контракту, заказ передавался мастерской Аттаванте дельи Аттаванти, при этом Клименти ди Чиприано был обязан платить владельцу мастерской 25 дукатов в неделю, ежедневно наблюдать за нормами переписки текста и рисованием миниатюр и орнаментов, имея право штрафовать художников и писцов за низкое качество работы или отставание от графика, и даже отказаться от их услуг. Предположительно, именно инициалы ди Чиприано «S.C.» были помещены на фронтиспис шестого кодекса Библии и тома «Сентенций».
Имена и даты, соотносящиеся с данными контракта, содержатся в колофонах кодексов 1 и 2, а также в инципите кодекса 7. В колофоне «Сентенций» отмечено, что кодекс завершён перепиской 14 декабря 1494 года. Первый кодекс подписан Сиджисмондо деи Сиджисмонди и датирован 11 декабря 1495 года, а второй кодекс, подписанный скрибом Алессандро да Веррадзано, помечен августом 1495 года. На переплёте третьего кодекса указан 1496 год, кодексы с четвёртого по шестой не датированы, переплёт седьмого кодекса помечен 1497 годом. В описи имущества в завещании португальского короля Мануэла I от 1522 года отмечено, что иллюминированный кодекс Библии находился в его гардеробной. Этот кодекс, согласно завещанию, передавался монастырю иеронимитов в Белене, по имени которого рукопись и именуется.
Более сложным является вопрос о предназначении рукописи именно для португальского короля. В ранней историографии выдвигались предположения, что истинным заказчиком кодексов был венгерский монарх для своей библиотеки либо папа римский Юлий II; во втором случае рукопись предназначалась в дар португальскому монарху. По сведениям, приведённым в диссертации Сары Бромберг, купеческое семейство Чиприано ди сер Ниджи (к которому, кроме Клементи, относился и его брат Джироламо), как минимум с 1492 года являлись агентами короля Жуана II и по условиям договора должны были не менее восьми месяцев в году проводить в Лиссабоне, надзирая за скульптурными работами в столице. В имеющихся документах не указано, являлся ли Клементи Чиприано ди сер Ниджи комиссионером, платившим за работу из королевской казны, или вкладывал в переписку и иллюминирование собственные деньги. Последнее вполне вероятно, так как подобный подарок сильно повышал престиж флорентийской коммерческой колонии в Португалии (Джироламо ди сер Ниджи с 1494 года получил привилегию вывозить сахар с Мадейры). Ни в одном из документов королевские имена не названы. Тем не менее, С. Бромберг утверждает, что кто бы ни являлся заказчиком и спонсором проекта переписывания Библии с комментариями де Лира, не вызывает сомнений, что адресатом заказа был наследный принц, ставший затем королём, — Мануэл. В седьмом кодексе имя Мануэла дважды помещено на фронтисписе, там же помещён герб Ордена Христа, главой которого принц являлся с 1492 года, а также армиллярная сфера — эмблема принца, пожалованная ему отцом.
В феврале 1522 года весь комплект Библии и «Сентенций» поступил в библиотеку монастыря Жеронимуш, где и находился до первого французского вторжения в Португалию. Главнокомандующий Жюно отправил его в составе прочих военных трофеев в Париж в 1808 году. После реставрации Бурбонов в 1814 году книги были возвращены в Португалию по инициативе дипломата маркиза да Мариалва. Рукописи хранились у вдовы Жюно, которая запросила сумму в 150 000 франков, но в конечном итоге король Людовик XVIII выплатил 70 тысяч франков. Торжественная церемония передачи кодексов от Министерства иностранных дел монастырю прошла 21 апреля 1815 года. В 1833 году в Португалии прошла секуляризация, в результате которой было национализировано имущество церковных орденов. Комплект Библии 5 ноября 1833 года был помещён на хранение в Банк Португалии, физически находясь в помещениях Монетного двора и публичной библиотеки. Наконец, в 1888 году (по некоторым данным, ещё с 1835 года) рукопись была помещена в Национальный архив Португалии. На всеобщее обозрение манускрипт выставлялся лишь дважды: в 1990 и 2000 годах.
В 2004 году итальянским издательством «Франко Мария Риччи» и португальским «Бертран» впервые была опубликована монография-альбом на португальском языке, посвящённая истории и иллюстрациям Беленской Библии, в которой были воспроизведены самые эффектные миниатюры, в том числе все полностраничные инципиты и фронтисписы. Исследование было осуществлено Арналду Пинту Кардозу и Мартином де Албукерки. Предисловие было написано кардиналом-патриархом Лиссабонским доном Жозе да Круш Поликарпу.

## Содержание
Технические сведения приведены по материалам сайта Национального архива Португалии.
| Порядковый номер и сигла | Дата окончания работы | Формат и число листов      | Переписчик, иллюминатор                                                                                 | Содержание | Фронтиспис |
| ------------------------ | --------------------- | -------------------------- | --- | --- | ---------- |
| Кодекс 1 (L67)           | 11 декабря 1495       | 516 листов; 40,8 × 28,3 см | Сиджисмондо деи Сиджисмонди, Аттаванте дельи Аттаванти                                                  | «Пролегомены» Иеронима, Пятикнижие с комментариями Николая де Лира |            |
| Кодекс 2 (L68)           | Август, 1495          | 385 листов; 40,9 × 28,3 см | Алессандро да Верадзано, Аттаванте дельи Аттаванти                                                      | Иисус Навин, Судьи, Руфь, Самуил, Книги Царств, Паралипоменон, Малахия, с комментариями Николая де Лира |            |
| Кодекс 3 (L69)           | 1496                  | 503 листа; 40,1 × 27,8 см  | Николо Маньона (предположительно), Аттаванте дельи Аттаванти                                            | Первая книга Ездры, Книга Неемии, Вторая книга Ездры, Товит, Иудифь и Есфирь, Премудрость Соломона, Иов и Псалтирь, с комментариями Николая де Лира |            |
| Кодекс 4 (L70)           | 1497 (?)              | 498 листов; 40,7 × 27,3 см | Никколо Маньона; иллюминаторы Алессандро да Верадзано (предположительно), Аттаванте дельи Аттаванти     | Премудрость Соломона, Книга Притчей Соломоновых, Екклесиаст, Песнь Песней, Исаия, Иеремия, Плач Иеремии, Варух, с комментариями Николая де Лира |            |
| Кодекс 5 (L71)           | 1495 (?)              | 369 листов; 40,2 × 27,2 см | Фра Якопо Кармелит (предположительно), Аттаванте дельи Аттаванти                                        | Иезекииль, Даниил, Малые пророки, Маккавейские книги, с комментариями Николая де Лира |            |
| Кодекс 6 (L72)           | 1496 (?)              | 402 листа; 40,8 × 27,6 см  | Алессандро да Верадзано (предположительно); Герардо ди Джованни дель Фора и Монте ди Джованни дель Фора | Четвероевангелие, Послания Павла, Послание к Римлянам, с комментариями Николая де Лира |            |
| Кодекс 7 (L73)           | 1497                  | 389 листов; 41 × 27,8 см   | Николо Маньона (предположительно), Аттаванте дельи Аттаванти, Герардо и Монте ди Джованни дель Фора     | Первое послание к Коринфянам, Второе послание к Коринфянам, Третье послание к Коринфянам, Послание к Галатам, Послание к Ефесянам, Послание к Филиппийцам, Послание к Колоссянам, Послания к Фессалоникийцам, Второе послание к Фессалоникийцам, Первое послание к Тимофею, Второе послание к Тимофею, Послание к Титу, Филимону, Евреям, Деяния Апостолов, Послание Иакова, Первое послание Петра, Второе послание Петра, Первое послание Иоанна, Второе послание Иоанна, Третье послание Иоанна, Послание Иуды, Откровение Иоанна Богослова, с комментариями Николая де Лира. В конце приложена инвектива Николая де Лира Quaestiones contra Hebreo. |            |
| Кодекс 8 (L66)           | 14 декабря 1494       | 356 листов; 34,7 × 24,5 см | Фра Якопо Кармелит (предположительно), Аттаванте дельи Аттаванти                                        | «Сентенции» Петра Ломбардского |            |

## Текстологические и иконографические особенности

### Текстология

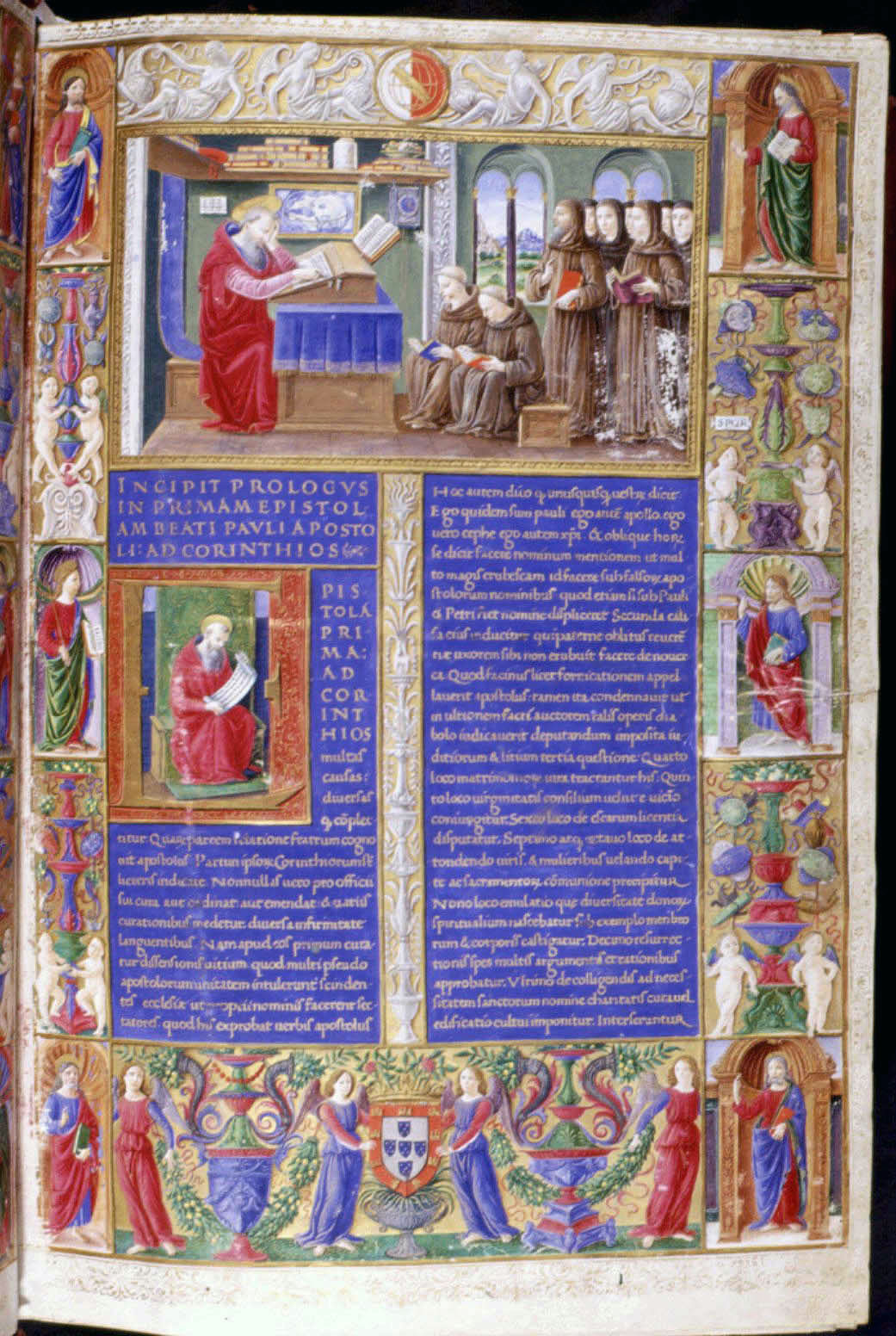
Инципит послания блаженного Иеронима из седьмого кодекса, включающий элементы прославления короля Мануэла и морской мощи Португалии

По утверждению Сары Бромберг, вплоть до начала XXI века учёные, обращавшиеся к Беленской Библии, не занимались текстологией и библеистикой, сосредоточившись на искусствоведческих аспектах рукописи. С её точки зрения, рукопись из Жеронимуш корректнее называть рукописью Postilla litteralis super totam bibliam — библейского комментария, составленного Николаем де Лира около 1333 года. Это был один из важнейших позднесредневековых текстов, который имелся во всех крупнейших библиотеках XIV—XV веков, причём не только соборных, епископальных, и монастырских, но и светских владетельных особ, включая королей Португалии и Чехии; Джан Галеаццо Висконти, герцога Миланского, и Жана де Франс, герцога Беррийского, и некоторых других. Postilla был единственным средневековым комментарием ко всем книгам Ветхого и Нового Завета, построенным по следующей схеме: каждый библейский текст сопровождался пространным разъяснением, то есть любой учёный мог найти любой библейский текст, снабжённый комментарием. Комментарий де Лира сопровождался иллюстрациями, которые в основном поясняли архитектуру Ноева ковчега, Скинии и Храма Соломона. Всего таких «фигур» (figurae) пятьдесят шесть, причём рукописи XIV века, вероятно, достаточно точно и последовательно воспроизводили иллюстрации самого комментатора. Под термином figura де Лира понимал любые визуальные дополнения своего комментария.
Текст Вульгаты и Postilla был переписан в две колонки высококвалифицированными писцами гуманистическим минускулом, типичным для итальянской книжной культуры XV века. Несмотря на внешнюю элегантность, писцы игнорировали научный аппарат, имевшийся в ранних рукописях комментариев де Лира. Были убраны цветовые выделения параллельных мест, а также перекрёстные ссылки и маргиналии, введённые, чтобы подчеркнуть максимальное внутреннее единство и непротиворечивость библейского текста (как его понимал Николай де Лира). Такой аппарат, имевшийся как в рукописях, так и печатных изданиях XV века, максимально облегчал переход от библейского текста к комментарию, и не позволял их перепутать. В Беленской Библии текст Вульгаты не отделён от комментария де Лира, хотя по инерции некоторые библейские фрагменты выделены буквенными надстрочными обозначениями (видны на репродукции комментария де Лира к Книге пророка Наума), но это выделение не связано с соответствующими пассажами комментария. Переписчики роскошной королевской рукописи, по-видимому, не предполагали, что августейшие читатели станут анализировать библейский текст. Это же выразилось и в том, что роскошно украшенная рукопись не имела богословского значения, являясь престижным предметом, подчёркивающим светское могущество владельца и его благочестие. Искажение или игнорирование «фигур» демонстрирует, согласно С. Бромберг, отсутствие интереса к исторической реконструкции Храма, центрального для экзегетики де Лира. Тип библейского текста в Библии Жеронимуш не изучался.

### Внешнее и внутреннее оформление
В завещании короля Мануэла I (пункт 9) утверждается, что переплёты библейских кодексов были обтянуты кремовым бархатом и отделаны позолоченным серебром (восемь уголков на переплёт, четыре чеканные застёжки и две гербовых бляхи — на каждую крышку переплёта), аналогично украшенный переплёт «Сентенций» был обтянут голубым бархатом. Там же упомянуто, что вес серебра на окладах семи кодексов составил 45 марок 6 унций. Это оформление не сохранилось; когда именно были выполнены единообразные современные переплёты из красного сафьяна, доподлинно неизвестно. Общий объём восьми кодексов — 3060 листов тонкого пергамента формата большого фолио.

Детали оформления
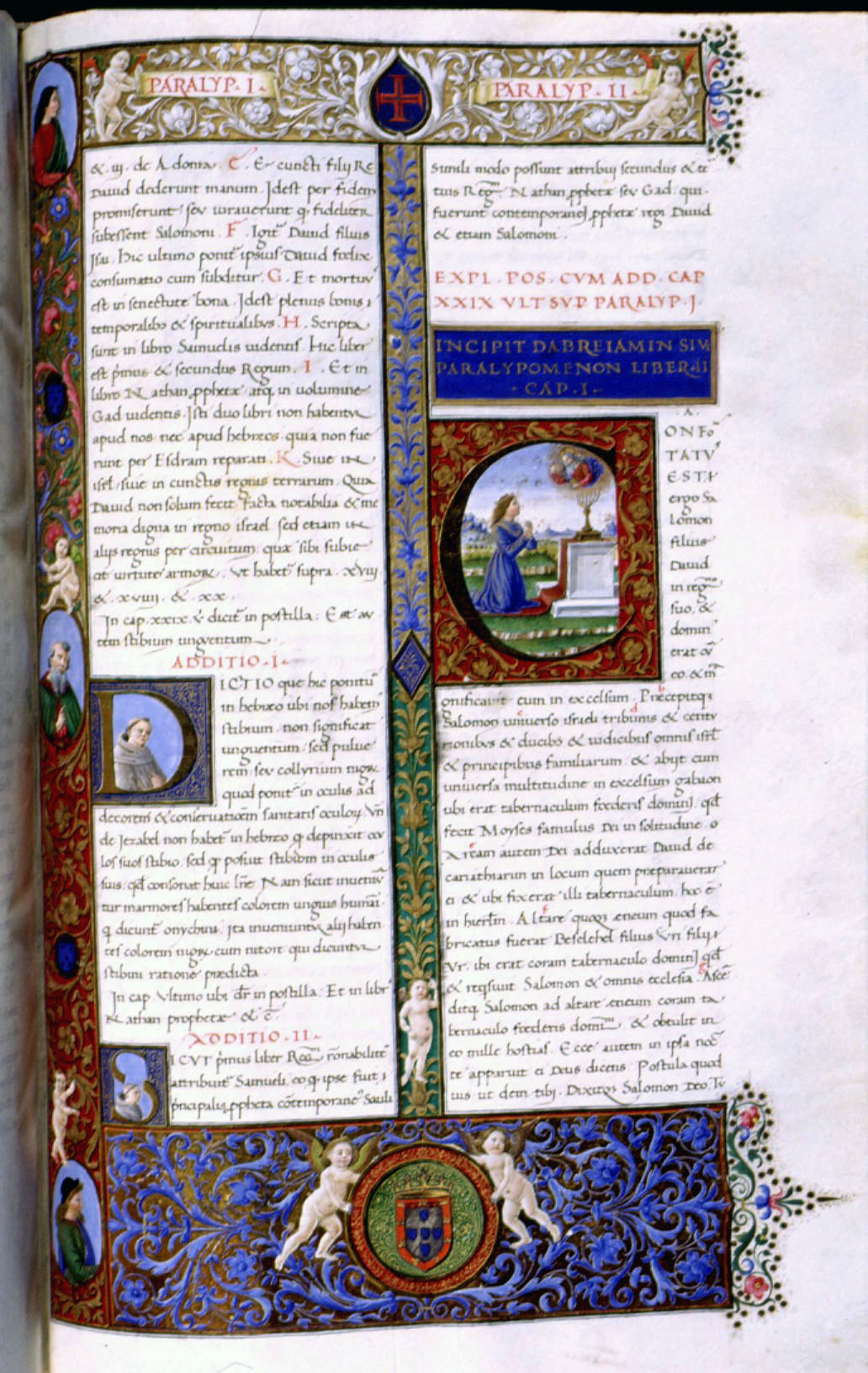
Инципит Второй книги Паралипоменон (кодекс 2)
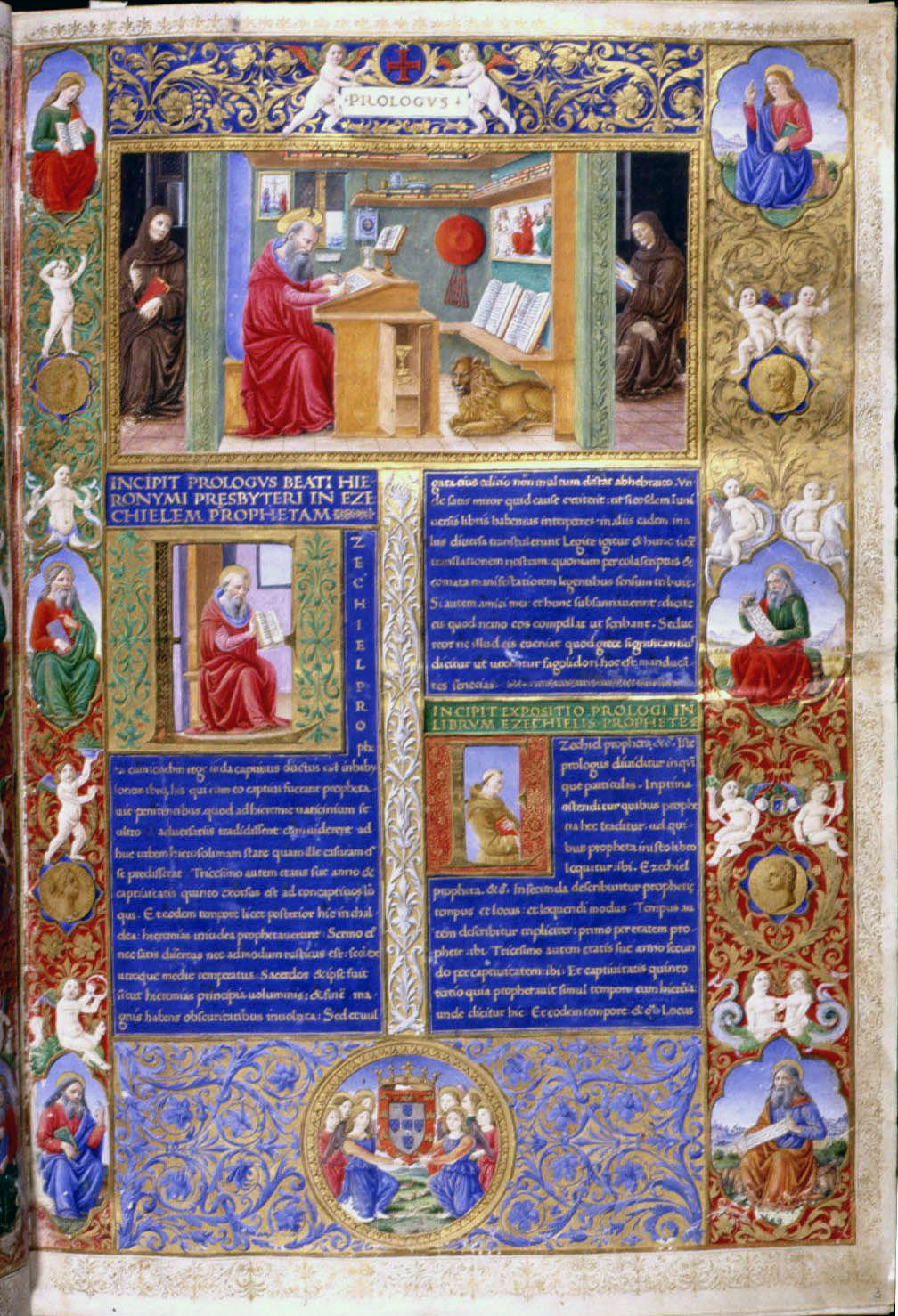
Инципит пролога блаженного Иеронима к Книге Иезекииля (кодекс 5)
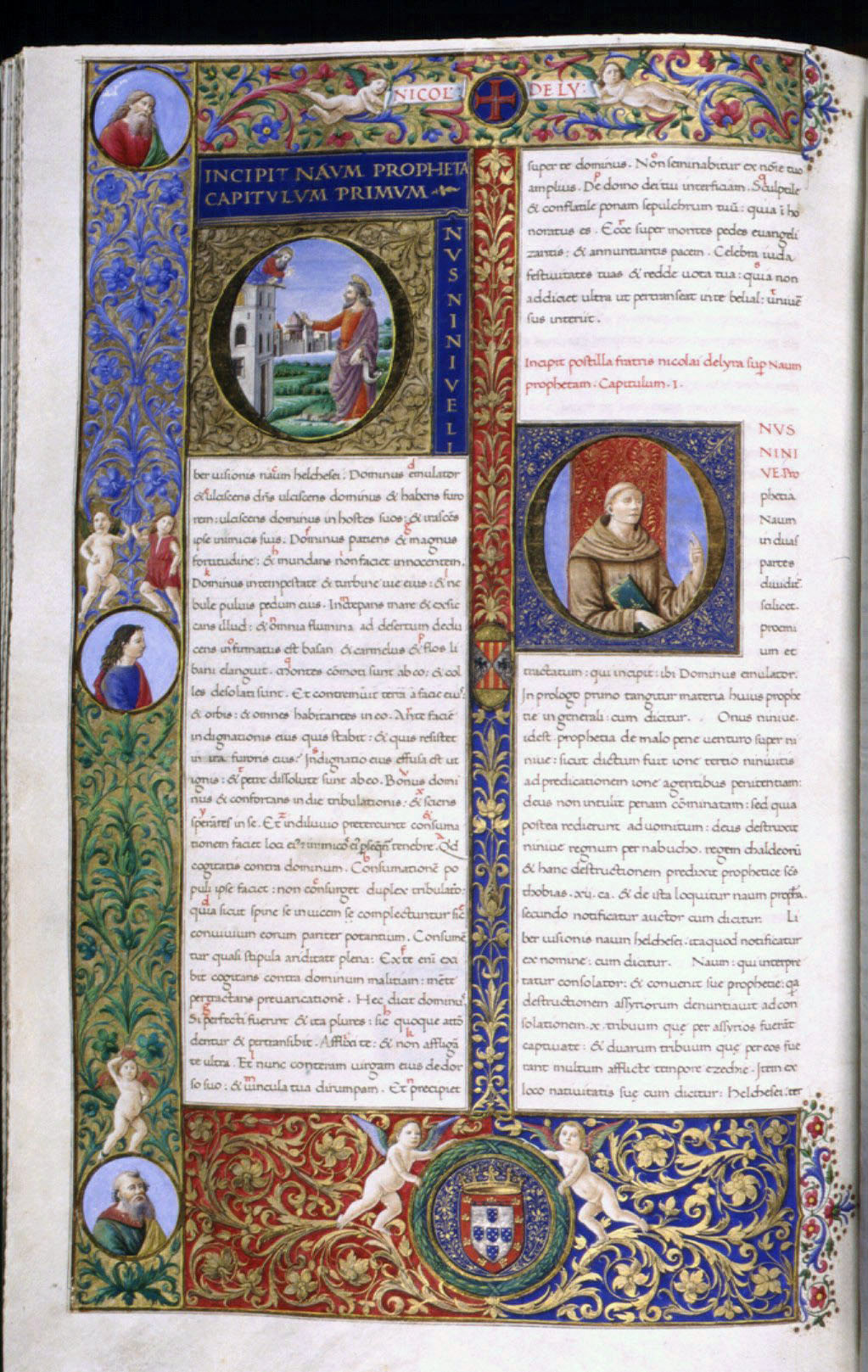
Инципит комментария де Лира к Книге пророка Наума (кодекс 5)
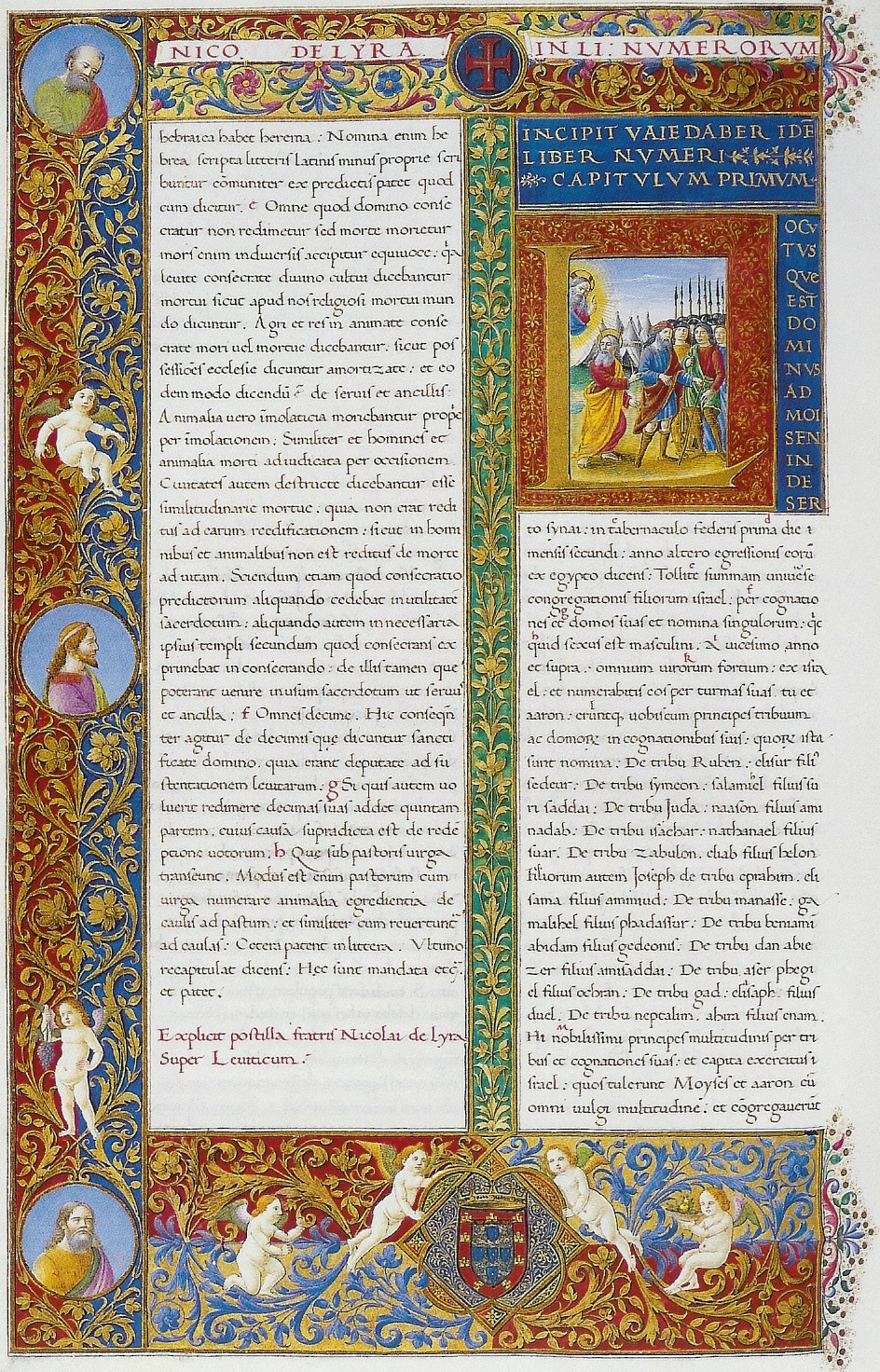
Инципит Книги Исход (кодекс 1)

Иллюминирование рукописи было особо роскошным. Сложных буквиц с изображениями людей в одной только книге Исход насчитывается 95. Полностраничных иллюминированных фронтисписов — 16, по два на каждый кодекс, каждая страница украшена фризами, орнаментами, на полях многочисленные медальоны и овалы с изображениями различных сцен. В контракте 1494 года не упоминаются «фигуры» де Лира, однако мелочно прописаны разнообразные формы украшений, включая цены на оформление фронтисписов, бордюров, украшений в форме колонн и портиков, а также инципитов, с которых начинается каждая глава библейского текста и комментария де Лира. По-видимому, точное воспроизведение научных элементов текста Postilla не входило в намерение заказчиков или португальского двора. Сара Бромберг установила, что миниатюры, изображающие Внешний двор Иерусалимского Храма, изображают характерно флорентийские архитектурные элементы второй половины XV века. Фронтиспис шестого кодекса воспроизводит скульптурные и архитектурные элементы часовни кардинала Португальского базилики Сан-Миниато-аль-Монте: мозаичный каменный пол, монументальная арка с цветочными мотивами и развевающиеся драпировки, обрамляющие арку. Кардинал был троюродным братом короля Мануэла; вероятно, эти элементы должны были напоминать Ависскому дому о покровительстве искусствам во Флоренции. На фронтисписе первого кодекса изображены и блаженный Иероним (на всех миниатюрах во всей рукописи он в красном одеянии), и учащийся у него де Лира, который всегда показан в облачении Францисканского ордена. Оформление фронтисписа и инципитов первого и седьмого кодексов прославляет морскую экспансию Португалии. Армиллярная сфера на фронтисписе седьмого кодекса изображена семь раз, в том числе в центре фриза наверху страницы, и ещё пять таких приборов вписаны в скульптурное убранство портиков. На миниатюре к первому кодексу изображён Николай де Лира, читающий рукопись и вносящий поправки в собственную книгу. За его рабочим столом видны книжные полки, на которых также расположены астролябия и квадрант — символы эффективной навигации. Показана и карта Западной Африки и Атлантического океана, что явно указывает на главное направление португальской экспансии. В медальоне наверху страницы показан крест Ордена Христа, главой которого являлся король. Это единственное заглавное изображение богослова-комментатора: на титульных страницах остальных кодексов всегда показан блаженный Иероним, которого особо почитал король Мануэл.